# Saint-Marcelin-de-Cray
Saint-Marcelin-de-Cray – miejscowość i gmina we Francji, w regionie Burgundia-Franche-Comté, w departamencie Saona i Loara.
Według danych na rok 1990 gminę zamieszkiwały 164 osoby, a gęstość zaludnienia wynosiła 12 osób/km² (wśród 2044 gmin Burgundii Saint-Marcelin-de-Cray plasuje się na 747. miejscu pod względem liczby ludności, natomiast pod względem powierzchni na miejscu 709.).